# Vieni via con me (programma televisivo)
Vieni via con me è stato un programma televisivo condotto da Fabio Fazio e Roberto Saviano, trasmesso su Rai 3 in quattro puntate dall'8 al 29 novembre 2010. Durante le quattro serate, i due conduttori, insieme a diversi ospiti, hanno trattato ed analizzato alcuni problemi politici, sociali e culturali dell'Italia. Uno spin-off del programma, Quello che (non) ho, è andato in onda il 14, il 15 e il 16 maggio 2012, sempre con la conduzione di Fabio Fazio e Roberto Saviano, ma trasmesso da LA7.

## Programma
Lo svolgimento delle puntate seguiva uno schema molto preciso, «simmetrico e geometrico», consistente in una serie di "elenchi" letti dai due presentatori, Fabio Fazio e Roberto Saviano, e dai loro ospiti, con lo scopo di mettere in evidenza le problematiche affrontate attraverso la semplice menzione di una serie di dati reali e oggettivi. Alla lettura degli elenchi si alternano vari artisti (musicali e non) le cui performance sono collegate al tema, un balletto "attoriale" a puntata coreografato da Roberto Castello, e due monologhi narrativi di Roberto Saviano, uno all'inizio e uno alla fine di ogni puntata. La sigla musicale, all'inizio e alla fine del programma, è un arrangiamento per marimba di Via con me di Paolo Conte, che viene inoltre cantata da un ospite. Il progetto scenografico è di Francesca Montinaro. I costumi di Ester Marcovecchio.
Lo scopo formale del programma era di ricondurre la scrittura televisiva a una pulizia di tipo quasi teatrale, con un copione completamente scritto dagli autori, in cui una serie di personaggi noti e meno noti elencano non delle opinioni, ma dei crudi dati, il più possibile oggettivi, dimostrabili, e quindi incontestabili, riferiti a vari aspetti della cultura, della società e della politica. È stato osservato che durante il programma non vengono mai pronunciati aggettivi, avverbi o altri elementi che suggeriscono opinioni, poiché lo scopo è appunto mettere in scena una quanto più possibile obiettiva «liturgia laica» della contemporaneità; da questo punto di vista il programma è antitetico al programma di Fabio Fazio e Claudio Baglioni del 1997 Anima mia, dove invece c'era una celebrazione dei sentimenti personali e delle opinioni sui ricordi del passato.
Per la sua profonda innovazione, formale e tematica, nel linguaggio televisivo, Vieni via con me ha suscitato numerose critiche (sia positive che negative) e prese di posizione da parte di associazioni e partiti politici che, sollecitati dalle storie raccontate nel programma, hanno polemizzato sui criteri di scelta di alcune opinioni rispetto ad altre in violazione della par condicio: secondo il conduttore Fabio Fazio, però, il racconto lineare e pulito di un certo evento non comporta automaticamente che si proponga una tesi o che si neghi quella contraria. Nello specifico, durante la seconda puntata, il racconto di Roberto Saviano della vicenda di Piergiorgio Welby ha scatenato le reazioni di gruppi di opinione pro-life che si sono sentiti offesi o non rappresentati. Fazio ha replicato alle polemiche sostenendo che quella di Saviano era l'esposizione di una storia oggettiva, non di un'opinione personale, e che «dare possibilità di replica alle associazioni pro-vita sarebbe come ammettere di essere pro-morte, e questo è evidentemente falso e inaccettabile».

### Monologhi di Saviano
Prima puntata
1. Giuro
2. La macchina del fango

Seconda puntata
1. La 'ndrangheta al Nord
2. Piero e Mina

Terza puntata
1. La montagna tossica
2. La meravigliosa abilità del Sud

Quarta puntata
1. Il terremoto a L'Aquila
2. La democrazia venduta e il piroscafo della Costituzione

Edizione
I monologhi pronunciati da Roberto Saviano sono stati raccolti in un libro che porta lo stesso titolo della trasmissione, pubblicato nel 2011 per Feltrinelli.

## Prima puntata
La prima puntata è andata in onda l'8 novembre 2010 ed è stata seguita da 7 623 000 di telespettatori, registrando uno share del 25,48%. Tali risultati d'ascolto hanno reso Vieni via con me il programma di Rai 3 più visto del decennio 2001-2010.

### Ospiti
- Claudio Abbado
- Roberto Benigni; cantante di Vieni via con me
- Angela Finocchiaro
- Daniele Silvestri
- Nichi Vendola

### Elenchi
Gli elenchi che sono stati letti durante la prima serata sono:
- Alcune definizioni del popolo italiano (legge Fabio Fazio)
- Lavori occasionali svolti da Margherita Ghidoni per mantenersi gli studi (legge Margherita Ghidoni)
- Motivi per cui è giusto costruire la moschea a Torino (legge suor Giuliana Galli, cofondatrice dell'Associazione Mamre, centro per la cura e l'integrazione di immigrati)
- Elenco della signora Marina di Montevarchi (AR) (legge Angela Finocchiaro)
- Categorie di prostitute che esercitavano a Pompei prima dell'eruzione del Vesuvio nel 79 dopo Cristo (legge Fabio Fazio)
- Le più comuni definizioni di Roberto Saviano (legge Fabio Fazio)
- Gli insulti ai call center (legge Andrea Tagliabue)
- Le molte denominazioni che si usano per indicare un omosessuale (legge Nichi Vendola)
- Comportamenti che dalle mie parti fanno dire che sei omosessuale (legge Roberto Saviano)
- Espiazioni dell'omosessualità (legge Nichi Vendola)
- Elenco assolutamente parziale di alcune persone coccolate, strapazzate, spettinate, infastidite, prese in braccio da Roberto Benigni (legge Fabio Fazio)
- Finanziamenti pubblici ad alcuni istituti di cultura europei nel 2010 (legge Fabio Fazio)
- Dichiarazioni dei ministri della cultura europei in merito ai tagli alla cultura (legge Roberto Saviano)
- Motivi per cui è sbagliato fare tagli alla cultura (legge Claudio Abbado)

## Seconda puntata
La seconda puntata è andata in onda il 15 novembre 2010 ed è stata seguita da 9 031 000 di telespettatori, registrando uno share del 30,21% e battendo il record stabilito nella precedente puntata.
Grazie a questa puntata, Vieni via con me diventa il programma di Rai 3 più visto di sempre.

### Ospiti
- Silvio Orlando
- Cristiano De André
- Luciano Ligabue
- Pier Luigi Bersani
- Gianfranco Fini
- Paolo Rossi
- Beppino Englaro
- Mina Welby
- Don Andrea Gallo
- Antonio Albanese
- Avion Travel con Toni Servillo; cantanti di Vieni via con me

### Elenchi
Gli elenchi che sono stati letti durante la seconda serata sono:
- Elenco dei segretari e presidenti di partito che, a voler essere precisi, se fossimo una tribuna politica, dovremmo invitare nelle prossime puntate, che però sono solo due (legge Fabio Fazio)
- Elenco dei luoghi definiti “degli orrori” dalla cronaca nera dei giornali (legge Silvio Orlando)
- Elenco di cose che non avevamo previsto e che invece sono accadute (leggono Fabio Fazio e Silvio Orlando)
- Elenco dei pensieri, delle annotazioni, delle sensazioni di Demir e Suzana Sufali appena sbarcati sulle coste pugliesi dalla nave Vlora nel 1991 (legge Luciano Ligabue)
- Elenco dei motivi per cui è contenta che i suoi genitori abbiano scelto la cittadinanza italiana (legge Gemmi Sufali, figlia di Demir e Suzana sbarcati dalla nave Vlora)
- Elenco dei suoi tentativi di trovar lavoro e delle relative risposte (legge Laura Conte, laureanda disoccupata)
- Elenco degli sgomberi subiti da Cristina, 10 anni, rom, iscritta alla sua scuola (legge Flaviana Robbiati, maestra)
- Elenco dei più consumati luoghi comuni sulla politica (legge Fabio Fazio)
- Elenco dei valori della sinistra (legge Pier Luigi Bersani)
- Elenco dei valori della destra (legge Gianfranco Fini)
- Elenco parziale delle polizie che hanno fermato il Signor Paolo Rossi, attore (legge Fabio Fazio)
- Elenco delle definizioni di Eluana Englaro date dai suoi cinque amici, le uniche persone che possono dire di averla conosciuta veramente (legge Fabio Fazio)
- Elenco delle cose di Eluana che i suoi genitori hanno sempre saputo di lei (legge Beppino Englaro)
- Elenco di alcuni principi di diritto sanciti dalla Corte Suprema di Cassazione in seguito alla vicenda di Eluana Englaro (leggono Fabio Fazio e Beppino Englaro)
- Elenco delle ultime parole di Piergiorgio Welby nel giorno più importante della sua vita (legge Mina Welby)
- Elenco degli incontri che mi hanno insegnato qualcosa (legge Don Andrea Gallo)

## Terza puntata
La terza puntata è andata in onda il 22 novembre 2010 ed è stata seguita da 9 671 000 di telespettatori, raggiungendo uno share medio del 31,60% e superando i record delle puntate precedenti.

### Ospiti
- Luca Zingaretti; cantante di Vieni via con me
- Manlio Milani
- Gabriele Salvatores
- Roberto Maroni
- Ilaria Cucchi
- Luigi Manconi
- Joseph Masanka Kwetu
- Harun Javeid
- Renzo Piano
- Corrado Guzzanti
- Ivano Fossati
- Emma Bonino
- Fiorella Mannoia
- Susanna Camusso
- Laura Morante
- David Anzalone
- Don Giacomo Panizza

### Elenchi
Gli elenchi che sono stati letti durante la terza serata sono:
- Elenco di desideri impossibili (legge Fabio Fazio)
- Elenco del perché con la cultura si mangia (di Andrea Camilleri, legge Luca Zingaretti)
- Elenco dei vantaggi della vecchiaia (di Carlo Fruttero, leggono Luca Zingaretti e Fabio Fazio)
- Elenco delle inchieste sul traffico dei rifiuti dal nord al sud (legge Roberto Saviano)
- Elenco dei contenuti tossici delle discariche campane (legge Roberto Saviano)
- Elenco delle dichiarazioni di politici che hanno annunciato la fine dell'emergenza rifiuti (legge Gabriele Salvatores)
- Elenco dei nomi delle vittime di quel giorno (Strage di Piazza della Loggia) (legge Manlio Milani, presidente dell'associazione familiari delle vittime della Strage di Piazza della Loggia)
- Iniziative per contrastare le mafie (legge Roberto Maroni)
- Elenco delle cose belle che ricordo di Stefano (legge Ilaria Cucchi, sorella di Stefano Cucchi)
- Elenco di alcuni dati sulla situazione delle carceri (legge Luigi Manconi, presidente e fondatore dell'Associazione "A buon diritto")
- Elenco delle cose che mi mancano del mio paese (legge Joseph Masanka Kwetu, congolese, rifugiato politico, in Italia da cinque anni)
- Elenco delle cose che ho portato sulla gru (legge Harun Javeid, uno degli operai di Brescia, che per ottenere il permesso di soggiorno, il 30 ottobre 2010 è salito su una gru e vi è rimasto per 17 giorni)
- Elenco di quello che per me significa "fare" (legge Renzo Piano)
- Elenco di battute che non aiuteranno questo programma (legge Corrado Guzzanti)
- Elenco delle cose che passano sul corpo delle donne (legge Emma Bonino)
- Elenco di alcuni pensieri delle donne che lavorano (legge Susanna Camusso)
- Elenco delle cose che le donne non vogliono mai più sopportare (di Arabella Soroldoni, legge Laura Morante)
- Elenco delle opportunità che si hanno nell'essere handicappati (legge David Anzalone)
- Elenco delle cose che mi piacciono del Sud (legge Don Giacomo Panizza)

## Quarta puntata
La quarta puntata è andata in onda il 29 novembre 2010 ed è stata seguita da 8 669 000 di telespettatori, raggiungendo uno share medio del 29,17%.. Durante essa Fabio Fazio ha annunciato la scomparsa del grande regista Mario Monicelli.

### Elenchi
Gli elenchi che sono stati letti durante la quarta serata sono:
- Elenco di alcune cose che ho imparato facendo questa trasmissione (legge Fabio Fazio)
- Elenco delle cose di cui siamo fatti (leggono alcuni allievi della scuola d'arte drammatica Paolo Grassi di Milano)
- Elenco di cose che le ha lasciato suo padre Walter (legge Benedetta Tobagi)
- Elenco delle motivazioni della sciagura secondo la perizia della Procura (legge Lilli Centofanti, sorella di Davide, vittima del terremoto del 6 aprile 2009)
- Elenco di frasi di Enzo Biagi sull'Italia (leggono Fabio Fazio e Roberto Saviano)
- Elenco delle cose che ancora oggi Machiavelli avrebbe da dire a chi governa il popolo italiano (legge Dario Fo)
- Elenco delle cose che ho visto per le strade di Luanda, Angola (legge Francesco Aureli, responsabile di Save the Children)
- Elenco delle cose che ho visto per le strade di Torino (legge Ernesto Olivero, fondatore del Sermig)
- Elenco delle cose che ho visto sotto le strade di Bucarest (legge Franco Aloisio di Parada)
- Elenco delle cose che ho visto per le strade di Kabul (legge Cecilia Strada, presidente di Emergency)
- Elenco delle cause che incombono, quelle ancora in vita, solo quelle civili, sulla testa di Report (legge Milena Gabanelli, presentatrice di Report)
- Elenco degli ostacoli che deve superare ogni mattina per accompagnare i suoi figli a scuola (legge Costanza Boccardi, mamma napoletana)
- Elenco dei pensieri di una ricercatrice sul tetto dell'Università di Roma (legge Francesca Coin, uno dei ricercatori che manifestano contro la riforma dell'Università)
- Elenco del peggio e del meglio della scuola (legge Domenico Starnone, scrittore)
- Elenco di quello che per me significa legalità (legge Don Luigi Ciotti, fondatore di Libera)
- Elenco delle cose di cui ha bisogno per combattere la mafia (legge Piero Grasso, procuratore nazionale antimafia)
- Elenco delle più belle battute di Silvio Berlusconi. Sono tutte vere, tranne una, che è mia (legge Antonio Cornacchione)
- Elenco della tv che ci piace (legge Susanna, operatrice di ripresa Rai)

## Ascolti
| Puntata | Data             | Telespettatori | Share  |
| ------- | ---------------- | -------------- | ------ |
| 1       | 8 novembre 2010  | 7.624.000      | 25,48% |
| 2       | 15 novembre 2010 | 9.031.000      | 30,21% |
| 3       | 22 novembre 2010 | 9.677.000      | 31,64% |
| 4       | 29 novembre 2010 | 8.669.000      | 29,17% |